# Resolució 69 del Consell de Seguretat de les Nacions Unides
La Resolució 69 del Consell de Seguretat de les Nacions Unides, aprovada el 4 de març de 1949 després d'haver examinat la petició de ser membre per part de l'Estat d'Israel per poder ser membre de les Nacions Unides. En aquesta resolució, el Consell va recomanar a l'Assemblea General l'acceptació d'Israel com a membre.
Aquesta votació es va adoptar per nou vots a favor, un en contra per part d'Egipte i amb l'abstenció en la votació per part del Regne Unit.